# Relación sexual prematrimonial
Las relaciones sexuales prematrimoniales son el conjunto de comportamientos sexuales y prácticas sexuales que se llevan a cabo antes del matrimonio. Se alude aquí tanto a las relaciones sexuales que tienen los novios -futuro matrimonio- como a las relaciones sexuales con distintas parejas antes del matrimonio. La práctica de las relaciones sexuales prematrimoniales es legal en la inmensa mayoría de países, con limitaciones en la edad de consentimiento sexual.
La generalización de las relaciones sexuales prematrimoniales se produjo a partir de la Segunda Guerra Mundial, con la revolución sexual y el desarrollo y comercialización de distintos métodos anticonceptivos.

## Métodos anticonceptivos y revolución sexual
La práctica de relaciones sexuales prematrimoniales a lo largo de la historia es diversa según la cultura concreta y la época histórica. En general la posibilidad de un embarazo no deseado limitaba fuertemente las prácticas sexuales si se quería controlar tanto la descendencia como la herencia familiar. Ante este la realidad biológica del sexo las culturas tradicionalmente han acordado y establecido el matrimonio a edades tempranas con el objeto de aproximarlas o unirlas al inicio de la fertilidad de la mujer. Cuando eso no ha sido posible se ha producido, por diferentes métodos, la represión de la sexualidad para evitar la posibilidad de embarazos.
Aunque históricamente han existido siempre métodos anticonceptivos, sólo hasta la segunda mitad del siglo XX se comercializaron y se produjo su uso generalizado. La píldora anticonceptiva -disponible desde 1960- y el uso generalizado del preservativo han permitido la separación entre relaciones sexuales y reproducción, la revolución sexual contribuyó decisivamente a la renovación de la consideración tradicional de las relaciones sexuales. Este hecho ha generalizado, en distinta medida según la cultura y contexto social de cada país, la práctica de relaciones sexuales prematrimoniales sin el riesgo asociado del embarazo no deseado.

## Consideraciones morales

### Moral católica, mormón y protestante
La moral sexual católica, los mormones y protestantes consideran las relaciones sexuales prematrimoniales como pecado y las equipara a la fornicación, por lo que las prohíbe. Los Testigos de Jehová también consideran estas relaciones como un pecado.